# Every Avenue
Every Avenue — американская поп-панк группа из города Мэрисвилла, штат Мичиган.

## История

### Образование группы и первые записи (2003—2008)
Группа Every Avenue была образована в 2002 году и в неё вошли: Джеймс Бисли, гитаристы Дэвида Райана Строчмена и Джейсона Леткивича, басист Кэмерон Грестинер и барабанщик Майкла Говера. В 2004 году после неудачных попыток совместной игры Джеймс покинул группу. С этого момента, основным вокалистом группы стал Дэвид, а место второго гитариста занял Джошуа Рэндел.
До подписания контракта с Fearless Records, в 2007 году, Every Avenue самостоятельно выпустили две EP-пластинки: Every Avenue в 2004 и This Is Why We Don’t Have Nice Things в 2006. Как раз перед подписанием, гитарист Джейсон Леткивич покинул группу. Единственным и постоянным участником группы стал Джимми Диган.

### Fearless Records и дебютный альбом Shh. Just Go With It (2008)
Летом 2007 года Every Avenue выпустили Ah! EP, а 17 октября — одноимённый сборник (под покровительством японского лейбла Kick Rock Music), состоящего из песен предыдущих пластинок, и доступный только для Японии.
Первый полноценный альбом группы Shh. Just Go With It вышел в феврале 2008 года и достиг 27 позиции в чарте Billboard Heatseekers. В альбом были включены два трека из This Is Why We Don’t Have Nice Things EP («Chasing the Night», «Trading Heartbeats») и Ah! EP («Where Were You?», «Think of You Later (Empty Room)»). Сразу же после этого, из группы ушёл Кемерон Грестинер и новым басистом стал Мэтт Блэк.

### Второй студийный альбом и уход Майкла Говера (2009—2010)
В апреле 2009 года группа начала записывать второй альбом. В записи участвовали продюсер Митч Алэн и Майк Грин. 14 апреля Майкл Говер объявил, что покидает группу и хочет двигаться вперёд со своей звукозаписывающей студией Downbeat. Второй альбом группы, Picture Perfect, вышел 3 ноября 2009 года, альбом был записан с новым барабанщиком Денисом Уилсоном и выпущен с лейблом Fearless Records. Песня «Picture Perfect» была использована во время репортажа телекомпанией CBS одной из игр NCAA Men’s Basketball Championship 6 апреля 2010 года.
В апреле 2010 года группа Every Avenue появились в сборнике Punk Goes Classic Rock с кавером песни Eddie Money «Take Me Home Tonight», исполненном вместе с вокалисткой группы Automatic Loveletter Джулиет Симмс.

### Bad Habits (2011)
20 июня группа выпустила первый сингл «Whatever Happened to You» с нового альбома. Третья студийная пластинка Bad Habits была выпущена 2 августа и заняла 8 строчку в чарте Top Independent Albums и 63 в Billboard 200.

### Участие в концертах, турах и фестивалях
В 2007 году группа выступала вместе с Holiday Parade, Thieves and Villains, The Morning Of.
В 2008 после релиза дебютного альбома, группа отправилась в тур по стране. и выступали с такими группами, как Hit the Lights, Farewell, Mayday Parade, All Time Low, Sing It Loud и The Maine.
В январе 2009 года они впервые выступили в Великобритании вместе с Metro Station и Boys Like Girls, а летом того же года — в туре с Valencia, а также Cash Cash, Sparks The Rescue, и Phone Calls From Home.
Every Avenue играли также на 2010 Alternative Press Tour. В конце февраля — начале марта 2011 года группа выступала на Soundwave Festival в Австралии, а летом — на Vans Warped Tour на сцене Nintendo 3DS Stage наряду с Anti-Flag, The Dangerous Summer, The Devil Wears Prada, Family Force 5 и Go Radio.

### Последний тур и перерыв (2012)
24 октября 2012 года Every Avenue объявили, что следующий тур станет для них последним. В интервью Дэвид Штраухман сказал: «Как мы всегда говорили, увидимся позже. Мы не собираемся прощаться. Мы достигли новой главы в нашей жизни и мы взволнованы изучением новых возможностей».

### Воссоединение (2018)
1 октября 2018 года группа объявила о воссоединении, и в конце года состоялись два концерта в Детройте и Чикаго.

## Дискография

### Студийные альбомы
- Every Avenue (2007)
- Shh. Just Go with It (2008)
- Picture Perfect (2009)
- Bad Habits (2011)

### EP
- Every Avenue (2004)
- This Is Why We Don’t Have Nice Things (2006)
- Ah! (2007)

## Состав группы

### Состав группы
- Дэйв Штраухман — вокал (2003—2012, 2018—н.в)
- Джош Уизеншоу — соло-гитара (2003—2012, 2018—н.в)
- Джимми Диган — ритм-гитара, бэк-вокал (2007—2012, 2018—н.в)
- Мэтт Блэк — бас-гитара, бэк-вокал (2008—2012, 2018—н.в)
- Деннис Уилсон — ударные, перкуссия (2009—2012, 2018—н.в)

### Бывшие участники
- James Beesley — вокал (2002—2004)
- Cameron Grestiner — бас-гитара (2002—2008)
- Jason Letkiewicz — гитара (2002—2007)
- Michael Govaere — ударные (2002—2009)